# Antonio Fantin
Antonio Fantin (Latisana, 3 agosto 2001) è un nuotatore italiano. È stato campione paralimpico nei 100 metri stile libero ai Giochi paralimpici estivi di Tokyo 2020 e Parigi 2024, nonché dieci volte campione mondiale e nove volte campione europeo. È detentore dei record mondiali ed europei sui 50 metri stile libero e sui 100 metri stile libero.

## Biografia
È stato colpito nel febbraio 2005, all'età di tre anni e mezzo, da una malformazione artero-venosa. Si è avvicinato al mondo del nuoto come forma di riabilitazione post-operatoria, come racconta nell'autobiografia Punto. A capo - Dalla malattia all'oro paralimpico, edita da Edizioni Piemme. 
Esordisce nelle competizioni internazionali ufficiali nel 2017 agli europei giovanili paralimpici nei quali vince quattro medaglie d’oro (100 metri stile libero, 100 metri dorso, 400 metri stile libero e 200 metri misti) e un argento (100 metri rana). 
Convocato per i mondiali di Città del Messico nel 2017, al primo giorno di gare vince la medaglia d'oro nei 400 m stile libero con il tempo di 5'09"59, laurendosi così campione del mondo. Lo stesso giorno prende parte anche alla staffetta 4x100 m stile libero 34 punti insieme a Simone Barlaam, Francesco Bocciardo e Federico Morlacchi, con i quali vince la medaglia d'argento alle spalle del Brasile. Nei giorni seguenti vince due bronzi individuali, nei 100 metri stile libero e nei 100 metri dorso, e un argento, nella staffetta 4x50 m stile libero mista 20 punti.
Come tutti gli atleti del nuoto paralimpico viene sottoposto alla riclassificazione della categoria di appartenenza e gli viene assegnata la categoria S5.
Con i colori dell'Aspea Padova Onlus, società di appartenenza, partecipa ai Campionati Italiani Assoluti Estivi di Palermo svoltisi dal 22 al 24 giugno 2018. Conquista la medaglia d'oro e sigla il nuovo record del mondo sui 50 metri stile libero S5 in 31"58.
Viene convocato per i Campionati europei di nuoto paralimpico di Dublino 2018: nella prima giornata di gare, nei 200 m stile libero si piazza alle spalle del connazionale Francesco Bocciardo, con il tempo di 2'26"53. Nella stessa serata si laurea campione d'Europa della 4x100 m stile libero insieme a Simone Barlaam, Stefano Raimondi e Riccardo Menciotti. Il giorno seguente è nuovamente d'argento nei 50 metri dorso. Nella terz'ultima giornata di gare conquista l'oro nei 50 m stile libero in 31"18, dopo aver siglato il nuovo record del mondo in batteria al mattino con il crono di 31"16. Il giorno seguente è nuovamente campione d'Europa nei 100 m stile libero con il crono di 1'07"73, siglando anche qui il nuovo record del mondo sulla distanza. Conclude la rassegna continentale con oro e conseguente record europeo nella staffetta 4x50 metri stile libero mista. Con un bottino totale di quattro ori e due argenti è l'italiano più medagliato della competizione.
Durante i campionati italiani assoluti di Bologna di marzo 2019 esordisce con il gruppo sportivo della Polizia di Stato e vince sia i 200 m stile libero sia i 100 m stile libero. In quest'ultima distanza migliora il record del mondo, che già gli apparteneva, facendo registrare il crono di 1'06"24. Prende parte alla tappa di World Series 2019 di Lignano Sabbiadoro, nella quale - oltre ad inserire 8 prestazioni fra le migliori 10 dell'intero evento - sigla il nuovo record del mondo nei 50 m stile libero in 30"16, con un miglioramento di un secondo netto rispetto al suo precedente primato. Conclude la tappa con le vittorie nei 50, 100 e 200 metri stile libero.
Convocato per i mondiali di Londra 2019 e cambiata nuovamente la classe funzionale (da S5 a S6), si impone comunque nei 400 m stile libero, confermandosi campione del mondo con il tempo di 5'00"67, valevole anche come record italiano. Negli stessi giorni stabilisce il nuovo record europeo nei 50 m stile libero con il tempo di 29"96, salendo sul secondo gradino del podio, così come nei 100 m stile libero. Conclude il mondiale con la vittoria e il record del mondo nella staffetta 4x100 m stile libero (insieme a Federico Morlacchi, Stefano Raimondi e Simone Barlaam). Chiude dunque il mondiale londinese con due ori e quattro argenti.
L'anno seguente, a causa della pandemia di COVID-19, il programma gare viene radicalmente rivisto. Partecipa al 57º Trofeo Settecolli di scena a Roma ad agosto, unico evento della stagione in vasca lunga, dove migliora il record europeo nei 100 metri stile libero con il crono di 1'05"42.
Nella prima competizione del 2021, i campionati italiani assoluti invernali, svoltisi a Lignano Sabbiadoro, migliora i record europei (entrambi da lui detenuti) nei 50 m stile libero S6 con il tempo di 29"73 e nei 100 m stile libero S6 con il tempo di 1'05"15. Nella medesima due giorni di gare migliora anche il suo record italiano nei 400 m stile libero con il tempo di 4'56"76, scendendo per la prima volta in carriera sotto il muro dei 5 minuti. Nella successiva tappa di World Series di Lignano Sabbiadoro, sigla il nuovo record del mondo nei 100 m stile libero S6 con il tempo di 1'04"52. 
Viene convocato per i campionati europei di Funchal, dove vince il titolo europeo nei 50 m stile libero, siglando per due volte il record continentale (29"52 in batteria, poi abbassato in finale a 29"11), nei 100 m stile libero (con annesso record del mondo di 1'04"01 in batteria, abbassato in finale a 1'03"72) e nei 400 m stile libero, oltre ad un bronzo nei 100 m dorso. Conclude il campionato continentale con l'oro e il record del mondo nella 4x100 m stile livero 34 punti assieme a Stefano Raimondi, Federico Morlacchi e Simone Barlaam.
Ai Giochi paralimpici di Tokyo 2020 vince la medaglia d’oro nei 100 m stile libero S6, siglando anche il nuovo record del mondo (1'03"71); conclude la rassegna paralimpica con un oro, tre argenti (400 m stile libero S6, 4x50 metri stile libero mista, 4x100 metri stile libero) e un bronzo (4x100 metri mista). 
Nel 2022 viene convocato per il suo terzo campionato mondiale, a Funchal. In tale occasione si laurea per quattro volte campione del mondo, nei 100 m stile libero S6 (con un crono di 1'03"65 che gli permette di migliorare il record del mondo siglato a Tokyo), nei 50 m stile libero S6, nei 400 m stile libero e nella 4x100 m stile libero mista 34pt. A questi quattro ori iridati si aggiungono anche due bronzi, nei 100 m dorso S6 e nella 4x50 m stile libero.  
L'anno successivo prende parte ai mondiali di Manchester, chiusi con tre medaglie d'oro e una medaglia d'argento. 
Inizia il 2024 partecipando ai campionati europei, in programma sempre a Funchal, in cui si laurea campione sia nei 100 sia nei 400 metri stile libero. Alle Paralimpiadi di Parigi dello stesso anno sale per la seconda edizione consecutiva sul gradino più alto del podio nei 100 metri stile libero (siglando, con il crono di 1'03"12, il nuovo record paralimpico) e vince l'argento nei 400 metri stile libero.

## Palmares
Categorie S5, S6
- Giochi Paralimpici

Tokyo 2020: oro nei 100m sl S6, argento nei 400m sl S6, nella 4x100m sl (34 pti.) e nella 4x50m sl mista (20 pti.), bronzo 4x100m mista (34 pti.).
Parigi 2024: oro nei 100m sl S6, argento nei 400m sl S6.
- Campionati mondiali IPC

Città del Messico 2017: oro nei 400m sl S6, argento nella 4x100m sl (34 pti.) e nella 4x50m sl mista (20 pti.), bronzo nei 100m sl S6 e nei 100m dorso S6.
Londra 2019: oro nei 400m sl S6 e nella 4x100m sl (34 pti.), argento nei 100m sl S6, nei 50m sl S6, nella 4x50m sl (20 pti.) e nella 4x50m mista mista (20 pti.).
Funchal 2022: oro nei 100m sl S6, nei 400m sl S6, nei 50m sl S6 e nella 4x100m sl (34 pti.), bronzo nei 100m dorso S6 e nella 4x50m sl (20 pti.)
Manchester 2023: oro nei 50m sl S6, nei 100m sl S6 e nella 4x100m sl mista (34 pti.), argento nei 400m sl S6.
- Campionati europei IPC

Dublino 2018: oro nei 50m sl S5, nei 100m sl S5, nella 4x50m sl mista (20 pti.) e nella 4x100m sl (34 pti.), argento nei 200m sl S5 e nei 50m dorso S5.
Funchal 2021: oro nei 50m sl S6, nei 100m sl S6, nei 400m sl S6 e nella 4x100m sl (34 pti.), bronzo nei 100m dorso S6
Funchal 2024: oro nei 100m sl S6 e nei 400m sl S6